# Chiesa di Santa Maria (Bedigliora)
La chiesa di Santa Maria è un edificio religioso barocco che si trova a Banco, nel comune svizzero di Bedigliora. Accanto alla chiesa sorge un cimitero.

## Storia
La chiesa, da principio dotata di un campanile a vela sostituito fra il 1914 e il 1919 da uno più alto, fu eretta entro il 1352, quando fu menzionata per la prima volta, ma fu successivamente modificata. Fu viceparrocchia fino al 1599, quando le subentrò nel ruolo la chiesa di San Rocco. Nel XV secolo fu realizzato il portale, in stile gotico, decorato con un affreschi cinquecentesco raffigurante la Madonna. Allo stesso periodo risale l'Annunciazione affrescata sul portale laterale sud. Nel 1657, tuttavia, la chiesa fu radicalmente modificata, assumendo l'aspetto attuale. Nella stessa occasione l'aula fu coperta con una volta a botte lunettata. Nel 1841 la chiesa fu rinnovata e nel 1914 le fu aggregata una sagrestia. Nel XX secolo l'edificio fu restaurato quattro volte: nel 1950, nel 1975, nel 1989 e nel 1994.